# Залускі-Ліпнево
Залускі-Ліпнево (пол. Załuski-Lipniewo) — село в Польщі, у гміні Анджеєво Островського повіту Мазовецького воєводства.
Населення — 95 осіб (2011).
У 1975-1998 роках село належало до Ломжинського воєводства.

## Демографія
Демографічна структура станом на 31 березня 2011 року:
|          | Загалом | Допрацездатний вік | Працездатний вік | Постпрацездатний вік |
| -------- | ------- | ------------------ | ---------------- | -------------------- |
| Чоловіки | 51      | 19                 | 29               | 3                    |
| Жінки    | 44      | 12                 | 26               | 6                    |
| Разом    | 95      | 31                 | 55               | 9                    |